# Mässmogge

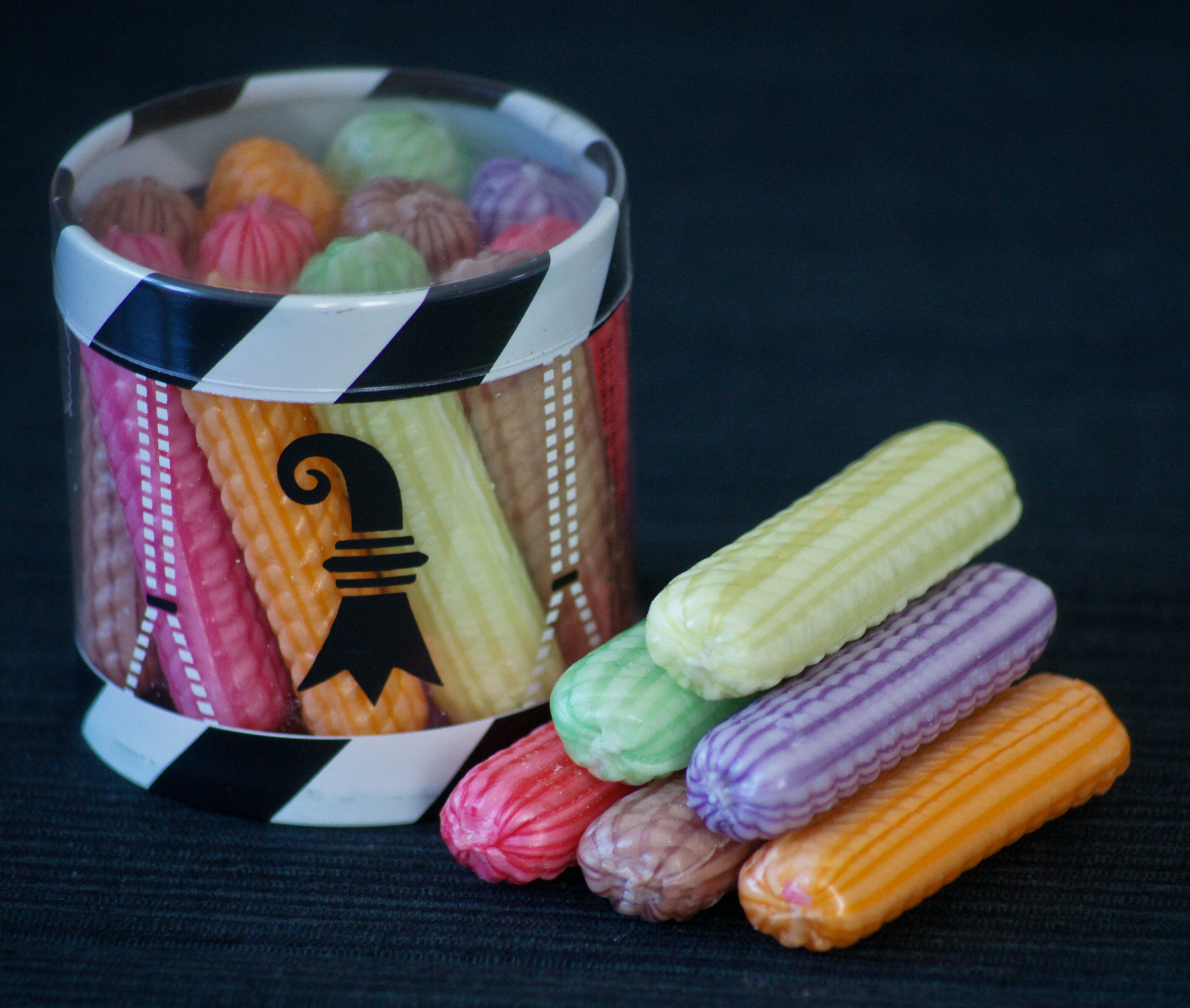
Gefüllte Mässmögge

Mässmogge ist eine Süssigkeit, die vor allem während der Basler Herbstmesse angeboten wird.
Bei gefüllten Mässmögge handelt es sich um daumenlange, mit einer Haselnussmasse gefüllte Bonbons. Daneben gibt es auch ungefüllte, aus einer glasigen Zuckermasse bestehende Mässmögge, wobei die beliebtesten die grünen mit Pfefferminzgeschmack sind.